# Евгленальні
Евгленальні (Euglenales або) — порядок прісноводних джгутикових одноклітинних організмів класу Euglenoidea типу евгленових (Euglenozoa).

## Номенклатура
Порядок Euglenales також відомий під назвою Euglenida. Походження цієї подвійної системи імен пов'язано з історією протистів. Евглени розглядаються і як водорості і як найпростіші. Обидві групи мають різні номенклатурні позначення. Якщо класифікувати евгленіальних як водорості, то група підпадатиме під дію Міжнародного кодексу ботанічної номенклатури (ICBN), а правильна назва таксона буде Euglenales; якщо класифікувати як найпростіших, вона підпадає під Міжнародний кодекс зоологічної номенклатури (ICZN) і називатиметься Euglenida.

## Опис
Порядок Euglenales складається здебільшого з прісноводних організмів, на відміну від сестринської клади  Eutreptiales, яка зазвичай є морською. Клітини мають два джгутики, але тільки один є функціональним; інший дуже короткий і не виступає з апікальної кишені, тому у клітини видно лише один джгутик.

## Класифікація
Серед евгленальних розрізняють дві родини:
- Euglenaceae. Клітини поодинокі або колоніальні, з одним джгутиком. Вона має один або кілька великих хлоропластів різної форми з піреноїдом або без нього.
- Phacaceae. Клітини поодинокі і мають єдиний джгутик. Має численні дрібні хлоропласти дискоїдної форми і без піреноїду.

## Філогенія
| Euglenales | \| \| Euglenaceae \| \| \| \| \| \| Phacaceae \| \| \| \| |
|            | \| \| Euglenaceae \| \| \| \| \| \| Phacaceae \| \| \| \| |
|            | Eutreptiales                                              |
|            |                                                           |
|            | Euglenaceae                                               |
|            |                                                           |
|            | Phacaceae                                                 |
|            |                                                           |

|  | Euglenaceae |
|  |             |
|  | Phacaceae   |
|  |             |

| Euglenales | \| \| Euglenaceae \| \| \| \| \| \| Phacaceae \| \| \| \| |
|            | \| \| Euglenaceae \| \| \| \| \| \| Phacaceae \| \| \| \| |
|            | Eutreptiales                                              |
|            |                                                           |
|            | Euglenaceae                                               |
|            |                                                           |
|            | Phacaceae                                                 |
|            |                                                           |

|  | Euglenaceae |
|  |             |
|  | Phacaceae   |
|  |             |